# Blocket (byggnad)

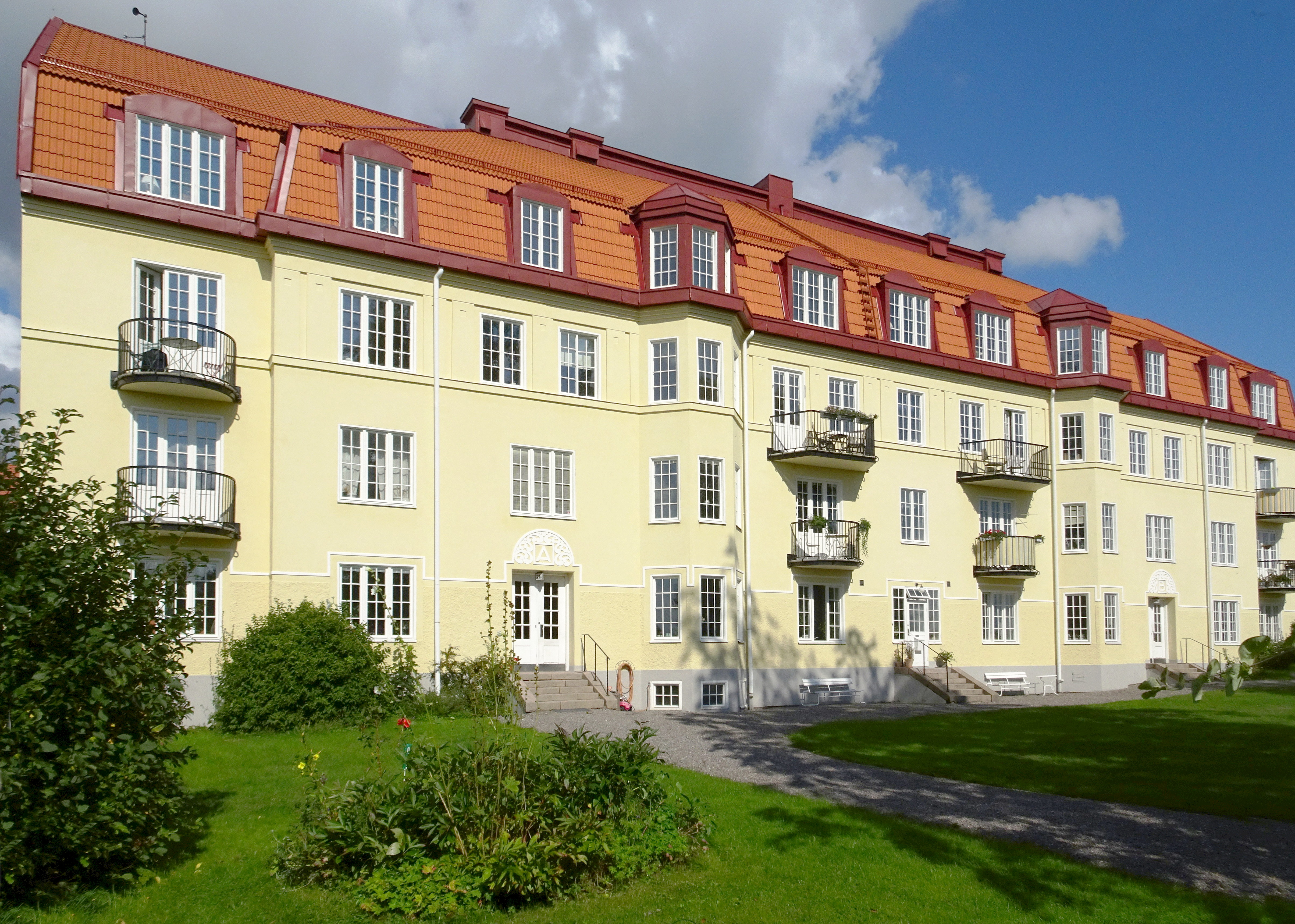
Flerbostadshuset Blocket, augusti 2021.

Blocket kallas ett flerfamiljshus beläget vid Banvägen 21 A och B i kommundelen Brevik i Lidingö kommun. Byggnaden uppfördes 1914–1915 och räknas till ett av kommunens äldsta hyreshus.

## Beskrivning

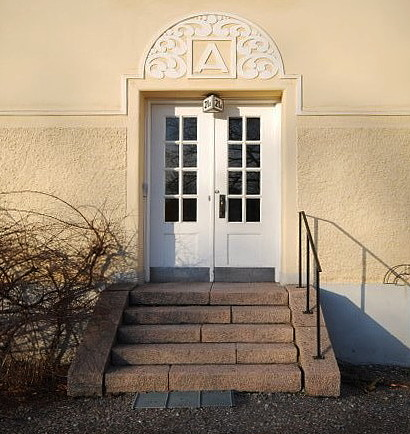
Entré Banvägen 21A.

Brevik är ett av de mest villatäta områdena på Lidingö och uppvisar en blandning av större villor från 1900-talets början men i huvudsak "moderna" villor från 1960-talet och framåt. Det finns dock ett undantag och det är flerbostadshuset i kvarteret Blocket som byggdes 1912–1914 vid Lidingöbanans då nyanlagda hållplatsen Lidingö-Brevik vilken även var ändstation.
Byggnadens arkitekt var Arkitekt- och Byggnadsbyrån Ivar Nyqvist med Halvar Hallongren som ansvarig arkitekt. Han gestaltade byggnaden i tidstypisk arkitektur med drag av jugend och nationalromantik. Huset har tre våningar med ljusgul putsade fasader och en hög, inredd vind under ett mansardtak. I höjd med bottenvåningen markerades fasaden genom spritputs medan sockeln består av gråmålad betong. Två burspråk på södra fasaden reser sig hela vägen från marken och avslutas med ett litet, tornliknande tak. Gavlarna är fönsterlösa och har spritputsade dekorationer. 
Fönstren är småspröjsade och ovanför de båda entréerna smyckas fasaden av stiliserad ornamentik och bokstäverna A och B. Byggnadens balkonger är av senare datum, troligtvis tillkomna på 1930-talet. Huset är sammanbyggt på västra gaveln med en garagelänga från 1931. Framför huset mot söder utbreder sig en stor, gemensam trädgård med gräsmatta och fruktträd.
Blocket förvärvades 1919 av AGA som erbjöd lägenheterna åt sina tjänstemän. Fastigheten Blocket 7 ägs numera av bostadsrättsföreningen Breviksblocket som bildades 1976. Byggnaden innehåller 17 lägenheter med storlekar mellan 47 m² och 171 m². I augusti 2021 såldes en lägenhet om sex rum och kök med 130 m² bostadsyta för 10,1 miljoner kronor.